# 葵 (タレント)
葵（あおい、1997年12月1日 - ）は、日本の女性ファッションモデル、タレント。
和歌山県出身。2021年3月末まではホリ・エージェンシーに所属し、松田 紗和（まつだ さわ）の芸名で活動していた。

## 来歴
- 2018年上京しデビュー
- 2019年「東レキャンペーンガール」に選出される[1]。
- 2021年 3月31日、自身のSNSで所属事務所を退社したことを発表。同時に「葵（あおい）」の本名を公表した[2]。

## 出演

### テレビ
- めざましテレビ「イマドキ」（2018年4月 - 2021年3月、フジテレビ） - イマドキガール
- サバイバル・ウェディング（2018年7月14日 - 9月22日、日本テレビ） - 小森玲香 役
- 王様のデザート（2018年4月 -　2020年9月、 TBS）
- 宇宙を駆けるよだか（2018年、Netflix）
- 22日木曜よる7時は「THE突破ファイル2時間SP」（2018年11月17日、日本テレビ） - 再現ドラマ 高橋美咲 役
- 馬好王国〜UmazuKingdom〜（2020年2月29日、フジテレビ）
- 今ちゃんの「実は…」（2020年4月1日、朝日放送テレビ）- ゲスト

### ラジオ
- オレたちゴチャ・まぜっ!〜集まれヤンヤン〜（2019年4月21日 - 2020年4月18日、MBSラジオ） - ヤンヤンガールズ11期生

### 広告
- 東レ （2019年） - キャンペーンガール[1]
- ホンダカーズ関西

### 雑誌
- 週刊プレイボーイ